# منامرادیل
منامرادیل (به هلندی: Menaldumadeel) یک منطقهٔ مسکونی در هلند است که در فریسلاند واقع شده‌است. منامرادیل ۱ متر بالاتر از سطح دریا واقع شده‌است.